# Kościół Świętego Wawrzyńca w Żółkwi
Kościół Świętego Wawrzyńca (ukr. Костел святого Лаврентія) – rzymskokatolicki kościół w Żółkwi przy pl. Wiczewa (ukr. площа Вічева, 18).

## Historia
Kościół został wzniesiony w latach 1606–1618 z fundacji hetmana wielkiego koronnego Stanisława Żółkiewskiego (1598) według projektu włoskich architektów pracujących we Lwowie: Pawła Włocha, zwanego Szczęśliwym, a następnie Ambrożego, nazywanego Przychylnym, prawdopodobnie przy współpracy Pawła Rzymianina. Konsekracja świątyni miała miejsce 28 maja 1623.
Kościół był pierwotnie poświęcony Królowej Niebios oraz św. Wawrzyńcowi i św. biskupowi Stanisławowi, obecnie św. Wawrzyńcowi Męczennikowi.
W zamyśle fundatora kościół miał być rodzinnym mauzoleum, ale i również panteonem sławy rycerskiej i wotum dziękczynnym za zwycięstwa odniesione przez wojska polskie, walczące pod jego dowództwem. Z tego względu fundacja ta była dziełem wyjątkowym, niemającym odpowiednika na ziemiach Rzeczypospolitej.
O sukcesach militarnych wojsk dowodzonych przez hetmana świadczy obiegający kościół na zewnątrz rzeźbiony fryz, przedstawiający rycerskie bitwy, a także dużych rozmiarów obraz przedstawiający bitwę z wojskami moskiewskimi, stoczoną 4 lipca 1610 pod Kłuszynem, przypisywany malarzowi Szymonowi Boguszowiczowi.
Ważnym wydarzeniem w dziejach nowo wzniesionego kościoła był pogrzeb jego fundatora, poległego po bitwie pod Cecorą 7 października 1620. Żegnał go wówczas przemową Jakub Sobieski, ojciec przyszłego króla Polski Jana III Sobieskiego. Hetmana i fundatora przypomina nagrobek z jego całopostaciową figurą, umieszczony obok przedstawienia syna Jana, a naprzeciw pomnika żony Reginy i córki Zofii Daniłowiczowej.
W 1620 wdowa po Stanisławie Żółkiewskim, Regina z Herburtów Żółkiewska założyła w kościele kolegiatę. Kler kolegiacki podlegał proboszczowi. Dotacja z lat 1620–1621 zapewniła kolegiacie obfity majątek ziemski i liczne subwencje pieniężne. Po śmierci wdowy po hetmanie dzieło wypełniania testamentu fundatora kontynuowała jej córka i dziedziczka, Zofia Daniłowiczowa: w 1631 uposażyła ona prebendy kaznodziei w kolegiacie.
Status kolegiaty świątynia straciła w 1800 w wyniku kasaty józefińskiej. Później, do 1945, pełniła funkcję miejskiej fary.

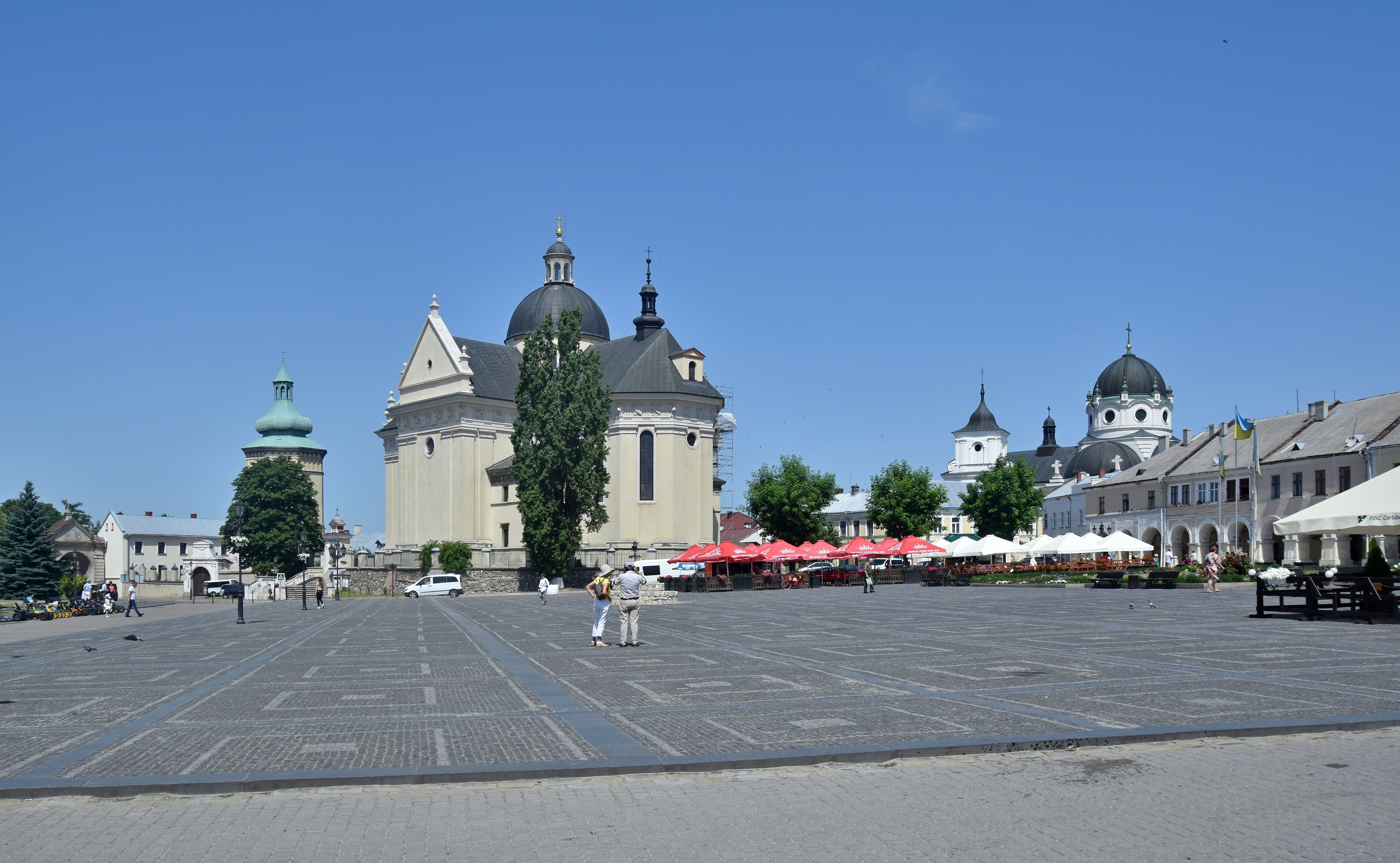
Widok ogólny z dzwonnicą
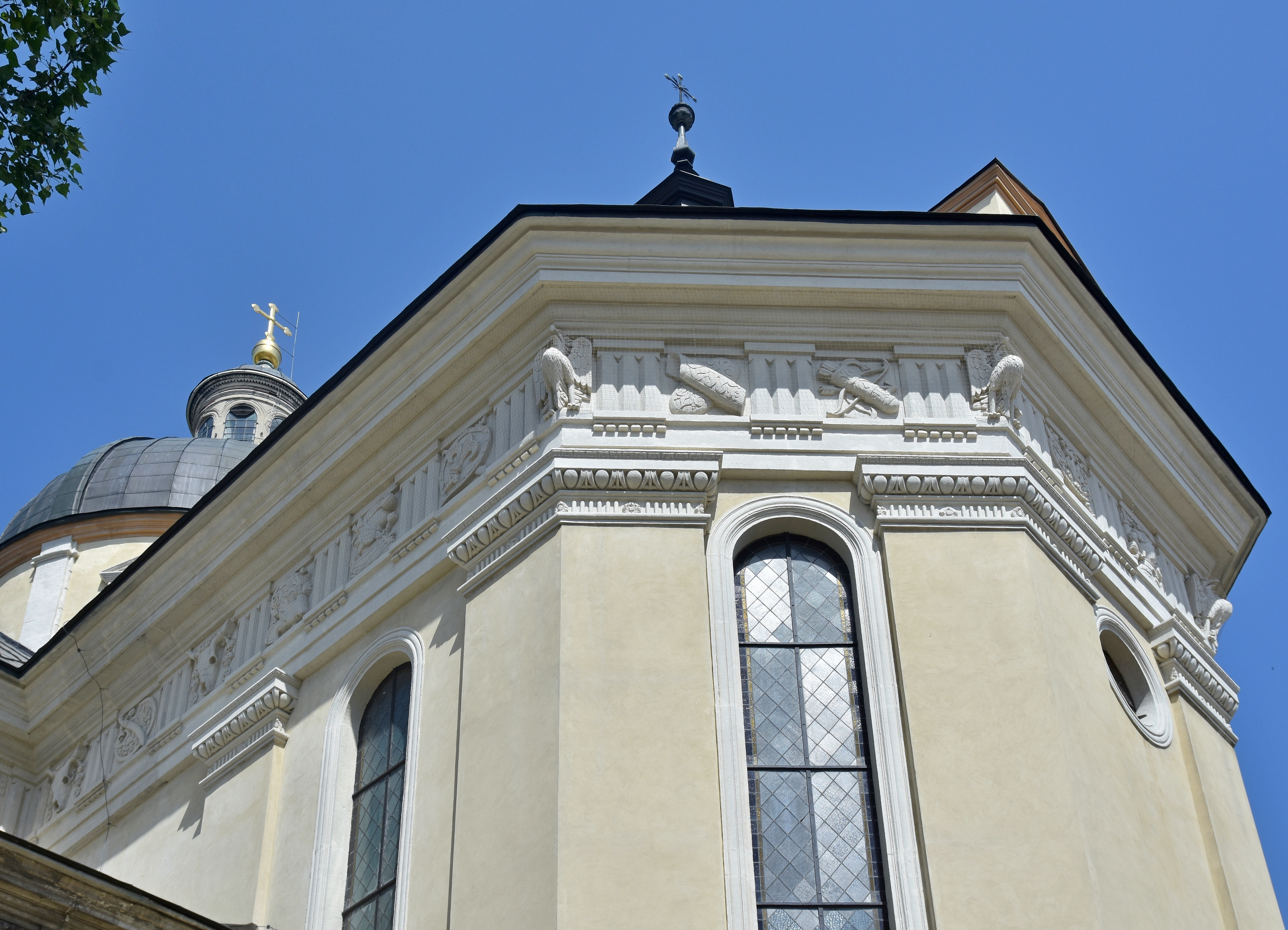
Monumentalny fryz kamienny
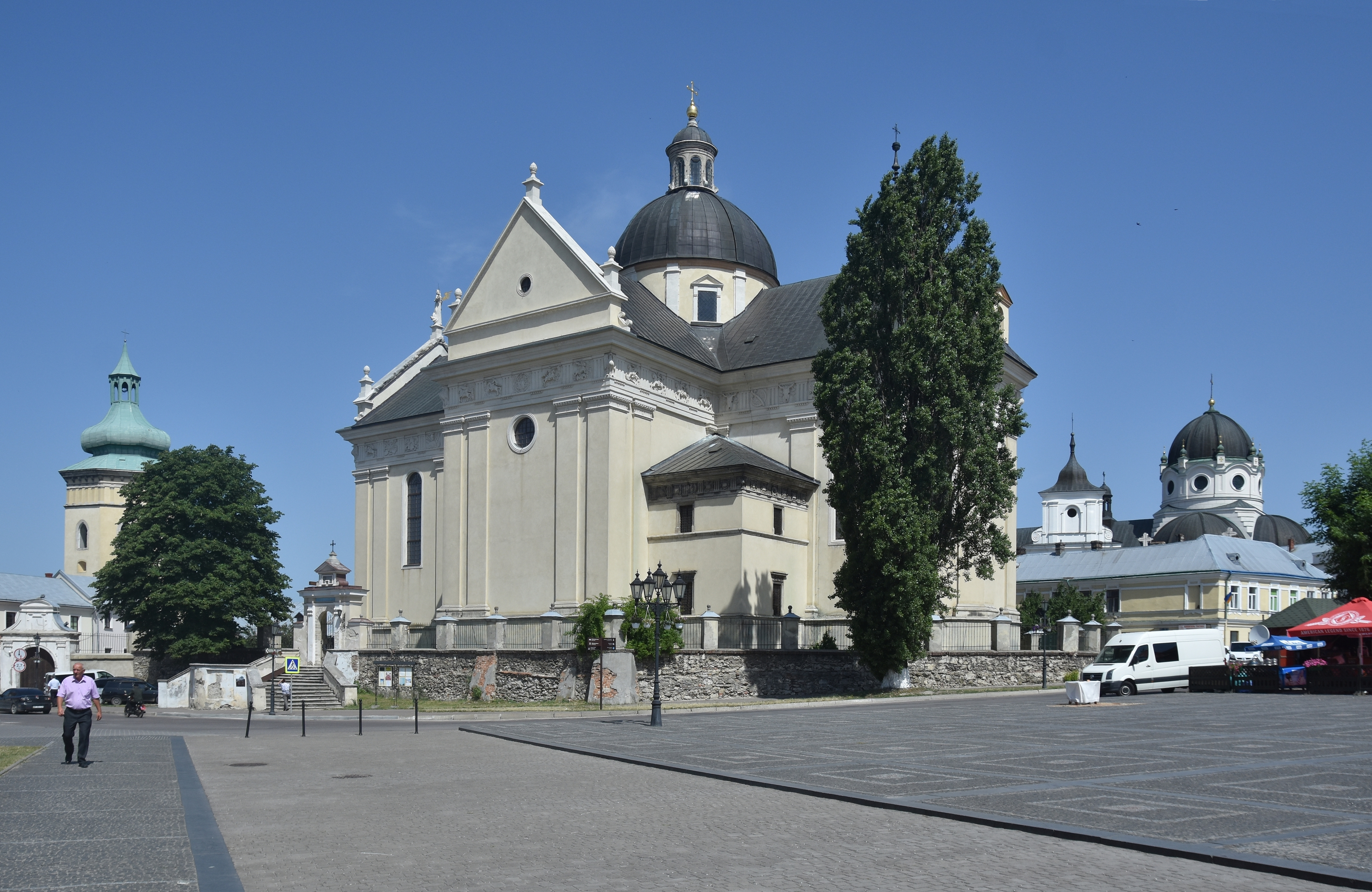
Elewacja boczna

Z fundacji króla Jana III Sobieskiego gdański rzeźbiarz Andreas Schlüter wykonał w Warszawie w latach 1692–1693 parę okazałych nagrobków: Jakuba Sobieskiego, ojca monarchy oraz Stanisława Daniłowicza (jego wuja ściętego przez Tatarów). Na ścianach natomiast król umieścił ogromnych rozmiarów płótna przedstawiające największe odniesione przez siebie zwycięstwa – pod Chocimiem (1673), pędzla gdańskiego malarza Andrzeja Stecha, pod Wiedniem i pod Parkanami (1683), autorstwa Włocha z pochodzenia, Marcina Altomonte. W podziemiach kościoła zostali pochowani najbliżsi monarchy.
Kolegiata na przestrzeni dziejów szczęśliwie uniknęła pożarów i grabieży. W latach 1862–1867 oraz na początku XX w. została gruntownie odnowiona. W okresie II Rzeczypospolitej proboszczem parafii w Żółkwi był ks. dziekan Wawrzyniec Ożga, staraniem którego dokonano odnowy murów i zadaszenia świątyni. W takim stanie przetrwała do końca II wojny światowej.
Tragiczne w dziejach świątyni okazało się dopiero jej zamknięcie przez władze komunistyczne w 1946 i przeznaczenie na magazyn. W rezultacie nastąpiła dewastacja budowli, część wyposażenia uległa zniszczeniu i rozproszeniu. Sprofanowana została krypta grobowa Żółkiewskich, Daniłowiczów i Sobieskich, porozbijano nagrobki Sobieskich, spalone zostały ławki i konfesjonały, a obrazy i wyposażenie zakrystii w większości zostały dzięki inicjatywie dyrektora Lwowskiej Galerii Obrazów, Borysa Woźnickiego przeniesione do magazynu galerii w dawnym klasztorze kapucynów w Olesku, gdzie szczęśliwie przetrwały (jeden z obrazów – „Matka Boska z Dzieciątkiem”, przypisany włoskiemu malarzowi Carlo Dolci, trafił do petersburskiego Ermitażu).
W 1989, po długotrwałych staraniach ks. Ludwika Kamilewskiego, świątynię odzyskała miejscowa rzymskokatolicka wspólnota parafialna. Przemiany polityczne, jakie zaszły na Ukrainie w latach następnych, pozwoliły na podjęcie zakrojonych na szeroką skalę prac porządkowych i konserwatorskich.
W latach 1989–2009 przy restauracji świątyni wzięło udział ok. stu polskich konserwatorów i studentów konserwacji Akademii Sztuk Pięknych z Warszawy, Krakowa i z Torunia. Finansowo dzieło wspierali darczyńcy z Polski, tak prywatni, jak i instytucjonalni: Wojsko Polskie, Gmina Stołecznego i Królewskiego Miasta Krakowa, Fundacja Ochrony Zabytków w Warszawie, Senat Rzeczypospolitej Polskiej, Ministerstwo Kultury i Dziedzictwa Narodowego, Stowarzyszenie „Wspólnota Polska”. Działania te wspierało także ukraińskie Towarzystwo Ochrony Zabytków we Lwowie.
W ciągu 20 lat prac konserwatorskich m.in.: wymieniono miedziane pokrycie dachu, uporządkowano kryptę grobową i naprawiono znajdujące się w niej marmurowe sarkofagi, odnowiono i uzupełniono trzy ołtarze, stalle i ambonę, zrekonstruowano rzeźby i inskrypcje nagrobków autorstwa Schlütera, zakonserwowano marmurowe nagrobki, epitafia i tablice pamiątkowe.

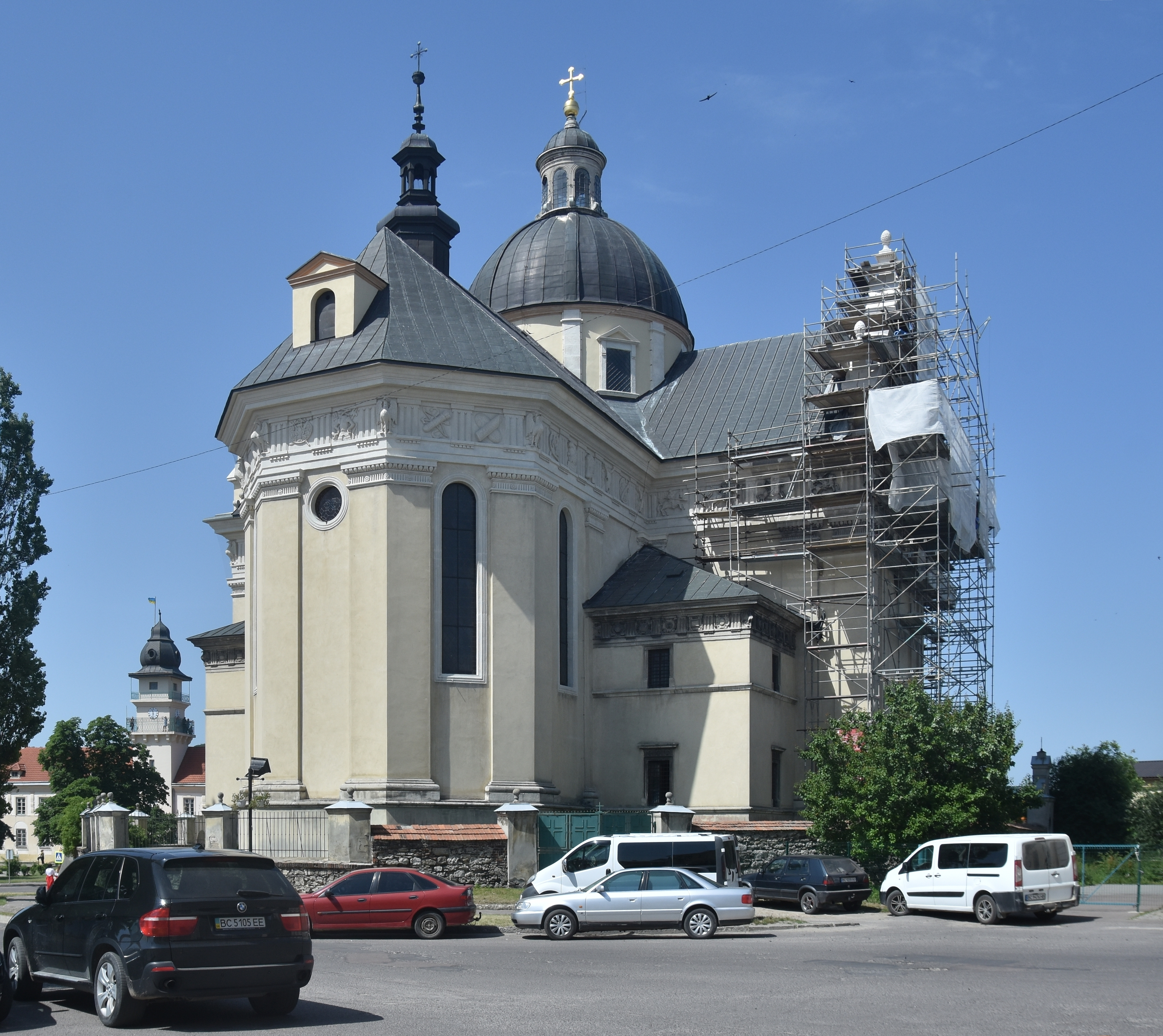
Elewacja tylna
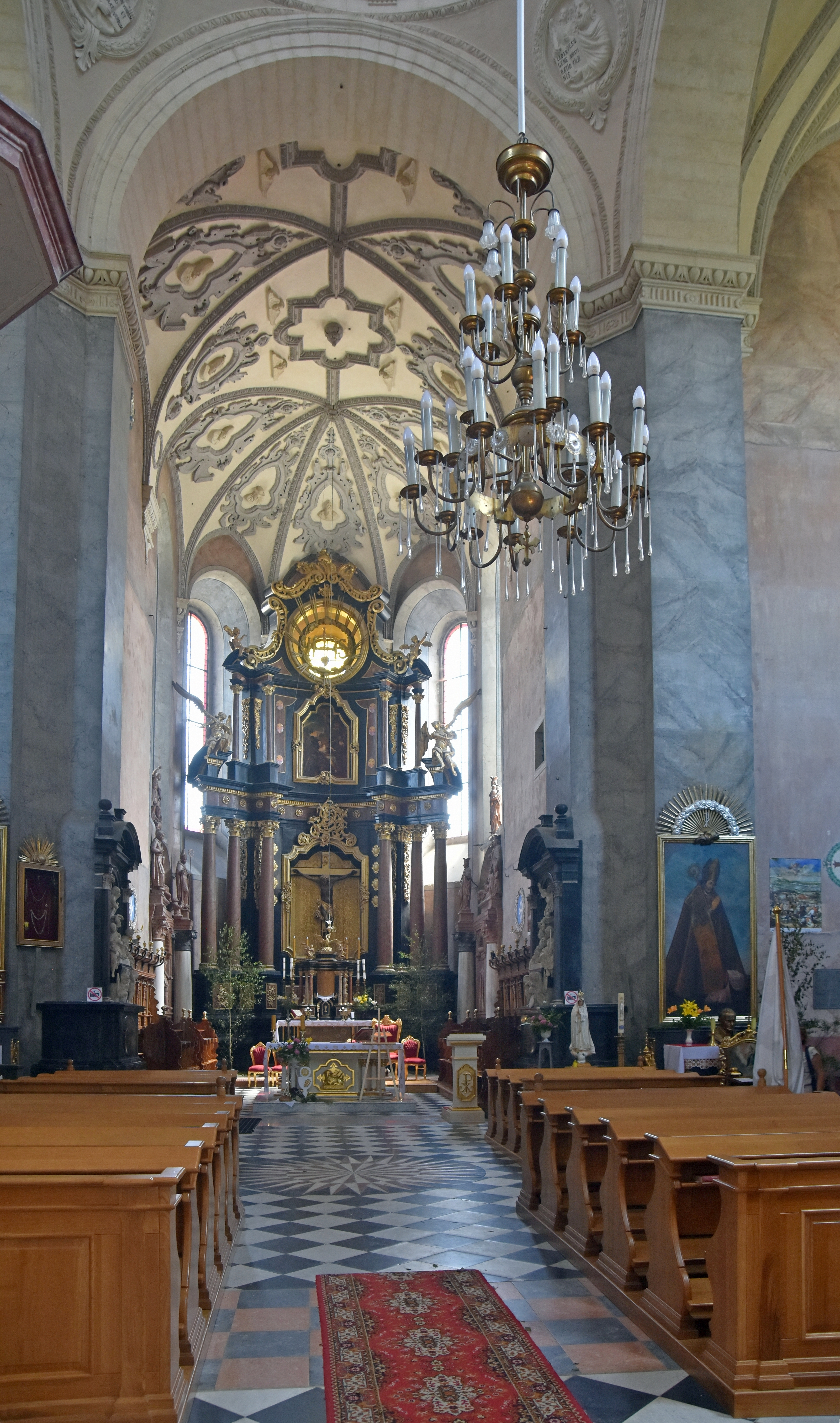
Wnętrze
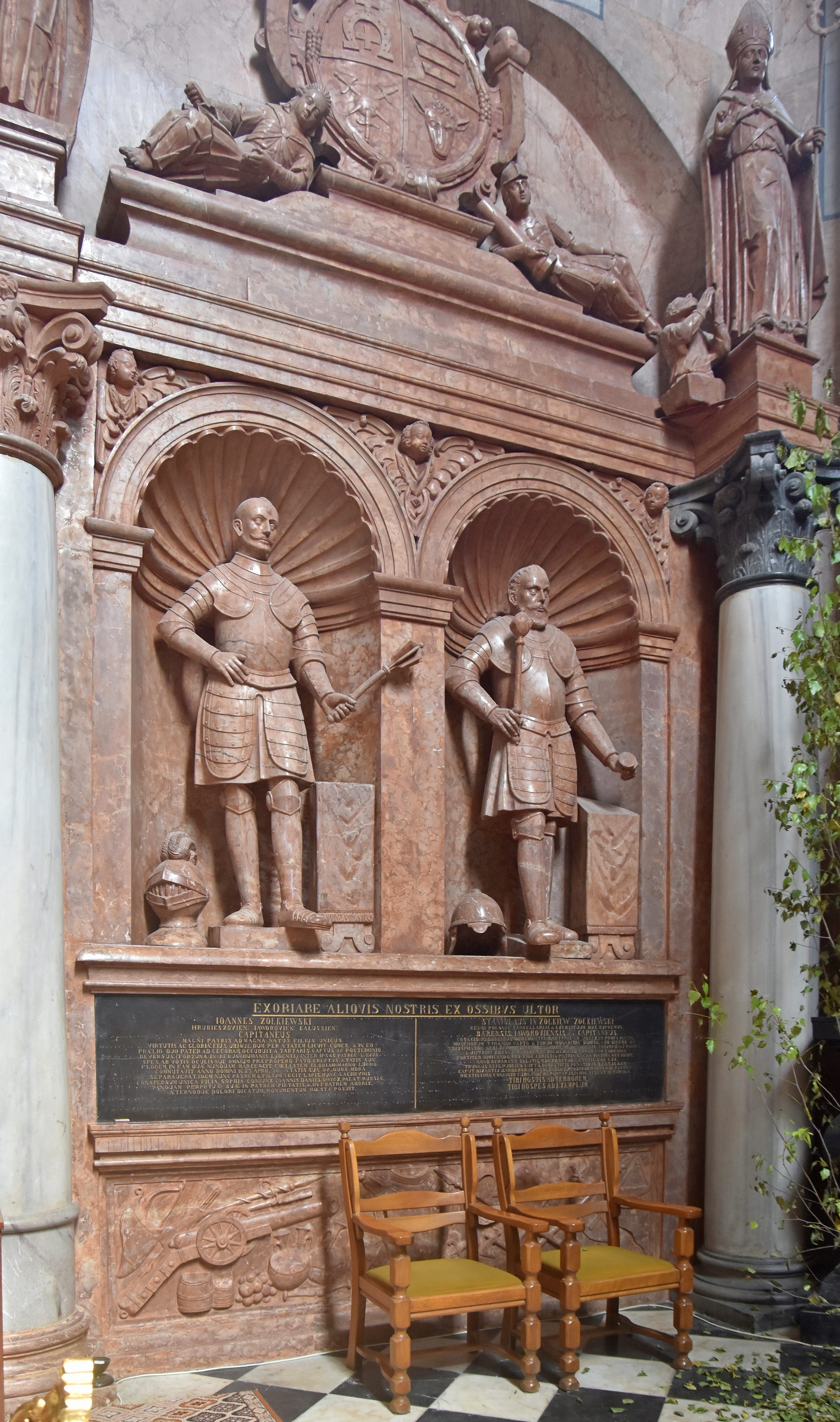
Rzeźby w prezbiterium Jan Żółkiewski i hetman Stanisław Żółkiewski

Odnowiono marmoryzację ścian oraz sklepienia naw i prezbiterium, włącznie z dekoracją rzeźbiarską.
Na konserwację czekają nadal elewacje świątyni wraz z fryzem kamiennym oraz stojąca nieopodal dzwonnica.

### Obraz Matki Bożej Żółkiewskiej
Oryginał obrazu, pochodzącego z XVI w. i koronowanego w 1929 r., znajdował się w kościele dominikanów pw. Wniebowzięcia NMP w Żółkwi. Po II wojnie światowej został wywieziony do kościoła dominikanów na Służewie w Warszawie. Na prośbę katolików z Żółkwi, którzy byli bardzo przywiązani do tego wizerunku, Małgorzata Sokołowska wykonała wierną kopię obrazu. W 1997 r. kopia ta została przekazana do żółkiewskiej fary. W 2001 r., w czasie swojej pielgrzymki na Ukrainę papież Jan Paweł II poświęcił korony, ufundowane przez Adama Ważnego. Na obraz z farze uroczyście nałożył je biskup Stanisław Padewski. 

### Batalistyczne obrazy z żółkiewskiej fary
W żółkiewskiej farze oprócz pięknych marmurowych nagrobków Żółkiewskich i Sobieskich (autorstwa Andreasa Schlütera) znajdowały się do 1939 ogromne malowidła batalistyczne obrazujące największe zwycięskie bitwy króla Jana III Sobieskiego i jego pradziada Stanisława Żółkiewskiego, tworzące jeden z najbardziej monumentalnych zespołów polskiego malarstwa batalistycznego w Europie:
- Bitwa pod Kłuszynem (ok. 1620) Szymona Boguszowicza;
- Bitwa pod Chocimiem (ok. 1679) pędzla gdańskich malarzy: Andreasa Stecha i Ferdinanda van Kessela. Obraz ma wymiary 675 × 550 cm i przedstawia króla Jana III Sobieskiego siedzącego na koniu.

oraz dwa malowidła wykonane w latach 1693–1695 przez Marcina Altomontego:
- Bitwa pod Wiedniem
- Bitwa pod Parkanami

Obrazy batalistyczne wraz z innymi zabytkami kultury polskiej po II wojnie światowej zostały zagrabione, a następnie przywłaszczone przez Ukraińską SRR, a na początku lat 70 XX w. umieszczone w Lwowskiej Galerii Sztuki w Olesku, gdzie zwożono polskie zabytki z całego obszaru Kresów włączonego do Ukraińskiej SRR. Po wywiezieniu ich z kościoła w Żółkwi, który został zamknięty i przekształcony w magazyn, nie były nigdy eksponowane we wspólnym miejscu. Po upadku ZSRR i zwrocie kościoła katolikom obrazy te nie powróciły na swoje dawne miejsce i pozostały w gestii galerii obrazów. W muzeum na zamku w Olesku była wystawiona (częściowo zrolowana, ponieważ sala wystawowa była za niska dla obrazu o wysokości ponad 7 metrów) Bitwa pod Wiedniem, zaś w pobliskim magazynie kościoła pokapucyńskiego Bitwa pod Kłuszynem i Bitwa pod Chocimiem. Czwarte płótno, Bitwa pod Parkanami, było ponad 30 lat do końca lat dziewięćdziesiątych przechowywane zrolowane w skrzyni. Żaden z tych obrazów nie był od czasu grabieży poddany renowacji, a ponadto sposób ich przechowywania i eksponowania przyspieszał ich degradację.
Strona polska od 2004 r. podejmowała starania o „uzyskanie zgody” posiadacza obrazów – Lwowskiej Galerii Sztuki na przewóz niszczejących zabytków do Warszawy, celem poddania ich profesjonalnej konserwacji. Przeszło trzyletnie żmudne negocjacje w tej sprawie ze stroną ukraińską, która stanowczo odmawiali zgody, prowadzone przez przedstawicieli Zamku Królewskiego w Warszawie oraz Departamentu Dziedzictwa Kulturowego, zakończyły się w końcu pod koniec 2007 r. sukcesem. Podpisanie porozumienia umożliwiło przewóz do Warszawy (w grudniu 2007 r.) pierwszych dwóch większych obrazów (Bitwa pod Wiedniem i Bitwa pod Parkanami o wym. 85 m² każdy), wymagających zarazem przeprowadzenia zakrojonych na szeroką skalę i kosztownych prac konserwatorskich. W 2012 praca nad obrazami dobiegła końca i zostały one w kwietniu przewiezione na ziemię lwowską, jednak mimo zabiegów polskich konserwatorów, historyków sztuki oraz Ministerstwa Kultury i Dziedzictwa Narodowego Rzeczypospolitej, które w pełni sfinansowało kosztowne prace nad obrazami, obrazy nie wróciły na ich pierwotne miejsce do Kolegiaty św. Wawrzyńca w Żółkwi. Nie zgodziła się na to strona ukraińska, co spowodowało zaprzestanie przez stronę polską podejmowania dalszych kroków do sfinansowania i odnowienia pozostałych dwóch obrazów batalistycznych, których stan zachowania jest krytyczny.
Strona ukraińska za argument przeciwko umieszczeniu obrazów w żółkiewskiej farze podawała nieodpowiednie warunki w kościele dla obrazów, z tym, że przewodniczący polsko-ukraińskiego zespołu konserwatorskiego Paweł Sadlej stwierdził: „Przez trzy lata badaliśmy warunki cieplno-wilgotnościowe w kolegiacie, wiemy, jakie są zagrożenia i co zrobić, żeby je zlikwidować. Strona polska była gotowa poczynić konieczne inwestycje, by warunki dla obrazów były idealne. Na tę propozycję strona ukraińska nie przystała. Problem braku zgody samorządowych władz ukraińskich (decyzja zapadła właśnie tutaj) na powrót obrazów do kościoła w Żółkwi upatrywany jest także nieoficjalnie w niechęci Ukraińców (m.in. społeczny protest przeciwko powrotowi obrazów do Żółkwi podczas pobytu ministra kultury Ukrainy we Lwowie) i w fakcie, że „zabytek ukraiński” miałby trafić do „polskiego kościoła”.
Koszt prac konserwatorskich nad obrazami wyniósł ponad 4 mln zł., które to pieniądze, wbrew temu co twierdziła strona ukraińska ze Lwowa nie pochodziły z funduszów europejskich, lecz w całości z budżetu państwa Polskiego. W czerwcu 2012 obraz „Bitwa pod Wiedniem” została powieszona na zamku w Olesku, a „Bitwa pod Parkanami” na zamku w Złoczowie, jednak nie dopuszczono polskich konserwatorów do prac przy zawieszaniu obrazów w nowych miejscach. Obrazy o dużych wymiarach zostały powieszone w pomieszczeniach o zdecydowanie za małej powierzchni, oprócz tego zostały źle zawieszone, co spowodowało powstanie fałd na powierzchni płótna, przez co w wyniku naprężenia mogą powstać ponowne zniszczenia.

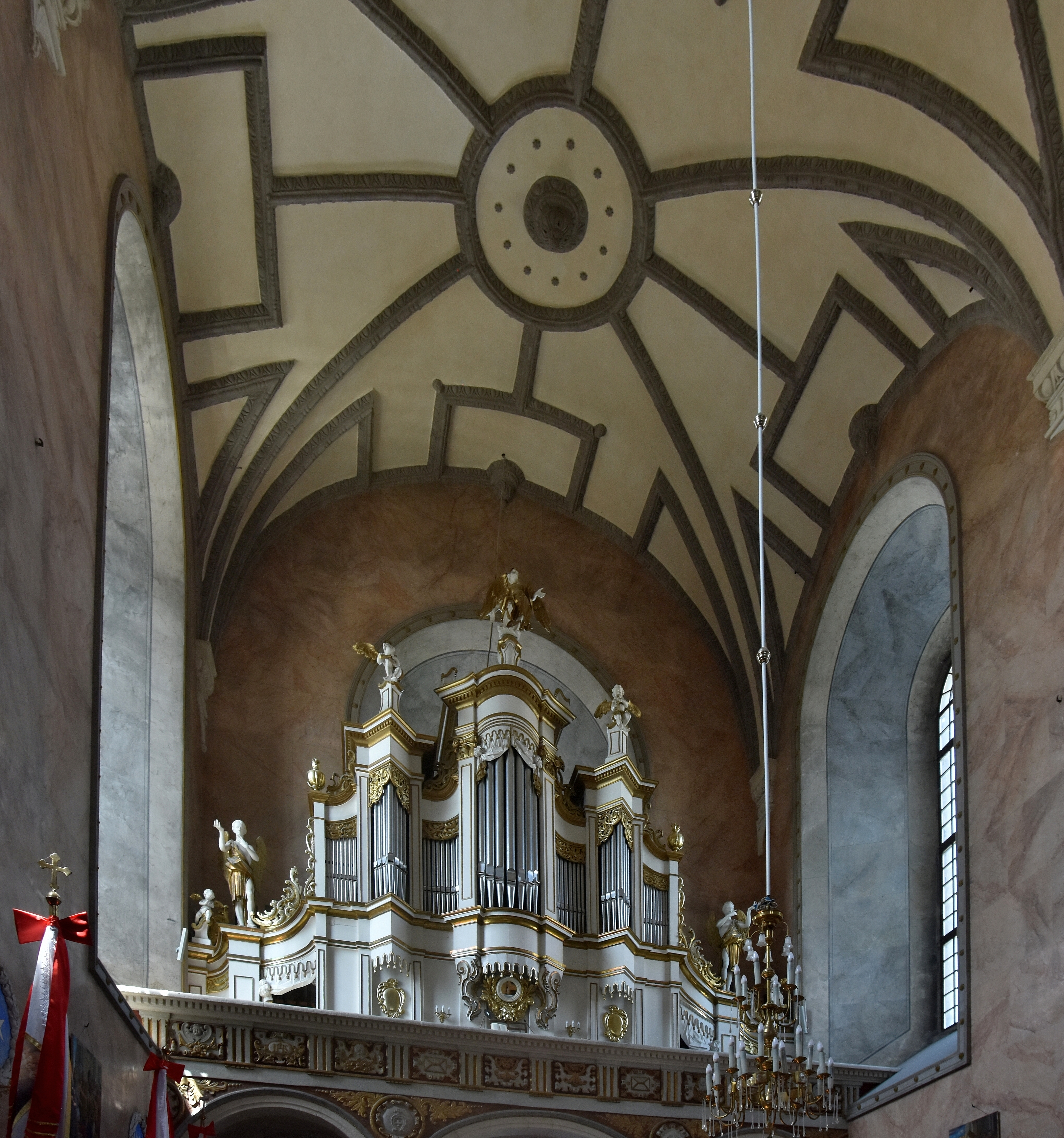
Empora
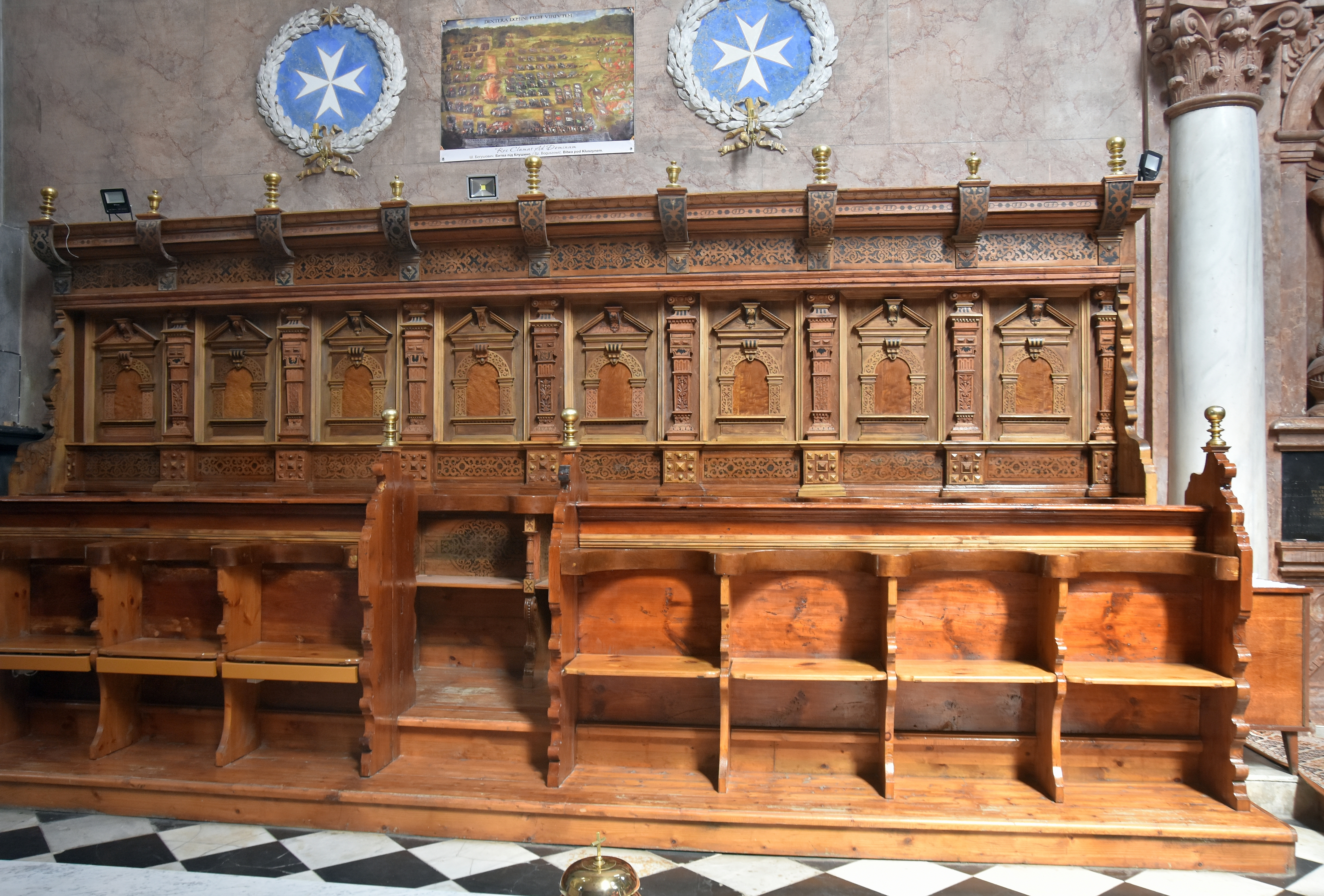
W prezbiterium
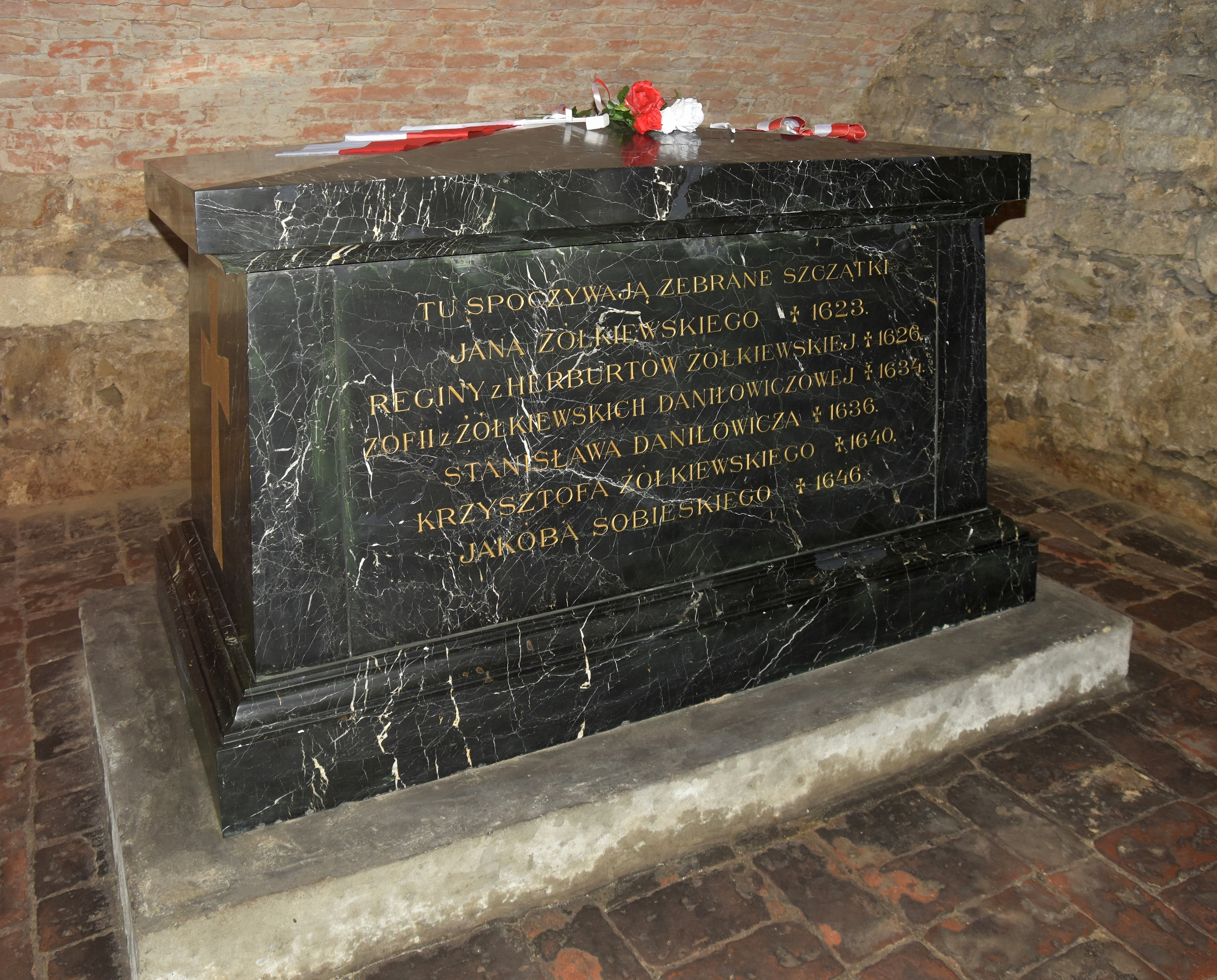
W krypcie

## Architektura
Kościół kolegiacki to budowla wzniesiona na planie krzyża łacińskiego z prostokątną nawą, kwadratowymi ramionami transeptu oraz trójbocznie zamkniętym prezbiterium. Między ramionami transeptu i prezbiterium umieszczone są: zakrystia (od strony południowej) i skarbiec (od północnej). Elewacje budowli opinają pary pilastrów w porządku doryckim. Fryz tego belkowania zawiera symbolikę programu Żółkiewskiego: panoplia, bukraniony, figury i popiersia rycerzy miały przypominać o misji Rzeczypospolitej szlacheckiej na kresach świata katolickiego.

## Wyposażenie
Ołtarz główny, późnobarokowy zawiera w części dolnej figurę Chrystusa na Krzyżu, a w górnej obraz św. Wawrzyńca. Po bokach ołtarza znajdują się dwa renesansowe nagrobki rodziny Żółkiewskich: po lewej stronie nagrobek Stanisława Żółkiewskiego oraz jego syna Jana, starosty hrubieszowskiego i jaworowskiego (zm. 1623), natomiast po prawej stronie nagrobek żony hetmana, Reginy z Herburtów Żółkiewskiej (zm. 1626) i ich córki Zofii z Żółkiewskich Daniłowiczowej, wojewodziny ruskiej. Do zakrystii i skarbca prowadzą dwa identyczne późnorenesansowe portale.
Przy wejściu do prezbiterium, na północnej ścianie znajduje się nagrobek kasztelana krakowskiego Jakuba Sobieskiego (ojca króla), a na południowej – nagrobek starosty korsuńskiego i czehryńskiego Stanisława Daniłowicza.
W krypcie znajdują się z marmurowe sarkofagi Żółkiewskich, Sobieskiego i Daniłowicza. Na metalowej płycie przykrywającej wejście do krypty wyryto nazwy miejsc bitew, w których udział brali zmarli. Wewnątrz świątyni wiszą ponadto tablice pamiątkowe.
Stojąca w pobliżu kościoła późnorenesansowa dzwonnica (I poł. XVII w.), nakryta hełmem, posiadająca w dolnych kondygnacjach otwory strzelnicze, została pierwotnie wzniesiona jako baszta obronna.